# Masatoshi Nakayama
Pour les articles homonymes, voir Nakayama (homonymie).
Masatoshi Nakayama (né le 13 avril 1913, mort le 15 avril 1987) est un maitre japonais renommé de karaté shotokan, issu d'une vieille famille de Samuraï et élevé dans les préceptes du Bushido. Il a contribué à la fondation de la Japan Karate Association (JKA) en 1949 et est également l'auteur de nombreux livres de karaté - dont la série Best Karaté -  qui ont permis de populariser son art martial. Jusqu'à sa mort en 1987, senseï Nakayama a répandu le karaté shotokan à travers le monde. Il est promu 9e dan de son vivant puis 10e dan par la suite à titre posthume.

## Le karaté Shôtôkan
En 1932, il a découvert le karaté à l'université Takushoku de Tokyo où Gichin Funakoshi l'enseignait.
Il a aussi pratiqué le Kung-Fu, le Penchak-Silat et le Kendo.
À la création de la Japan Karaté Association (JKA) en 1949, il en est devenu responsable des programmes techniques.
En 1957, après le décès de G. Funakoshi, il a organisé la première compétition JKA donnant ainsi un accent sportif au karaté JKA, accent que le maître Gichin avait toujours refusé de lui donner. Son objectif était de rendre le karaté populaire dans le monde entier. La JKA envoya ainsi ses instructeurs un peu partout dans le monde, à la fin des années 1950.
Il a également fait passer le nombre de grades ou dan à huit au lieu de cinq.